# 南天佑
南天 佑（なんてん ゆたか）は日本の漫画家。
北村薫、神坂一 らの原作つきの作品を数多く手がける。また、BLも得意としている。
2008年6月より、講談社の運営するウェブコミック閲覧サイトMiChao!にて、大正時代の女学校を舞台にした『アイしてまこと! 恋するヲトメスタア』を連載中。

## 作品リスト

### コミック
- 日帰りクエスト（全7巻）（角川書店）　＊原作：神坂一
- 日帰りクエストすぺしゃる（全2巻）（角川書店）
- 王子さまの帰還（角川書店）
- JUNK A（ジャンク・エンジェル）（角川書店）
- MON2天使（芳文社）
- あしたはあしたの陽がのぼる（角川書店）
- 雲とあるこう（桜桃書房）
- 蘭と韋駄天―名探偵・巫弓彦（角川書店）　＊原作：北村薫
- カウボーイビバップ 全3巻（ファンタジーDX/角川書店）　＊原作：矢立肇
- 冬のオペラ（角川書店）　＊原作：北村薫
- 白衣天国（三和出版）　＊原作：定広美香
- キチクな生徒は発情中（オークラ出版）　＊原作：名倉和希
- 禁断のおままごと（オークラ出版）
- 沙羅屋敷の若君 上・下巻（心交社）
- 天然のオトコ（マガジン・マガジン）
- 恋愛偏差値（エンターブレイン）
- 夜より深く俺に溺れろ（エンターブレイン）
- 純愛リターンズ（オークラ出版）
- アイしてまこと! 恋するヲトメスタア　既刊1巻（電子書籍として　講談社）　＊原作：ヴァイオレット

### イラスト
- 「君」（アクアノベルズ、著：鹿住槇）
- 鬼遊戯―影法師・暗狩　全3巻（キャンバス文庫、著：流星香）
- ミラクル・トライアングル（ルビー文庫、著：夜月桔梗）
- それでも地球はまわってる 上・下巻（ショコラノベルス、著：海賀卓子）
- アイドル志望はスキャンダラス!?（クロスノベルズ、著：水戸泉）
- シンデレラ・コンプレックス（ピアスノベルズ、著：白城るた）
- 長嶺先生の憂鬱（アクア文庫、著：新田一実）
- キチクな生徒は発情中（アクアノベルズ、著：名倉和希）
- 禁断のおままごと（アクアノベルズ、著：遊生とのか）
- バーテンダーに愛の囁きを（アクアノベルズ、著：森本あき）
- 恋のかけひき（アクアノベルズ、著：森本あき）